# Apeadero de Aldeia
El Apeadero de Aldeia, igualmente conocido como Apeadero de Aldeia de São Sebastião es una plataforma ferroviaria de la Línea de la Beira Alta, que sirve a la Aldeia de São Sebastião, en el Distrito de Guarda, en Portugal.

## Historia
El tramo de la Línea de la Beira Alta entre las Estaciones de Pampilhosa y Vilar Formoso, donde este apeadero se sitúa, entró en servicio, de forma provisional, el 1 de julio de 1882; la línea fue totalmente inaugurada, entre Figueira da Foz y la frontera con España, el 3 de agosto del mismo año, por la Compañía de los Caminhos de Ferro Portugueses de la Beira Alta.